# Am Bagehl

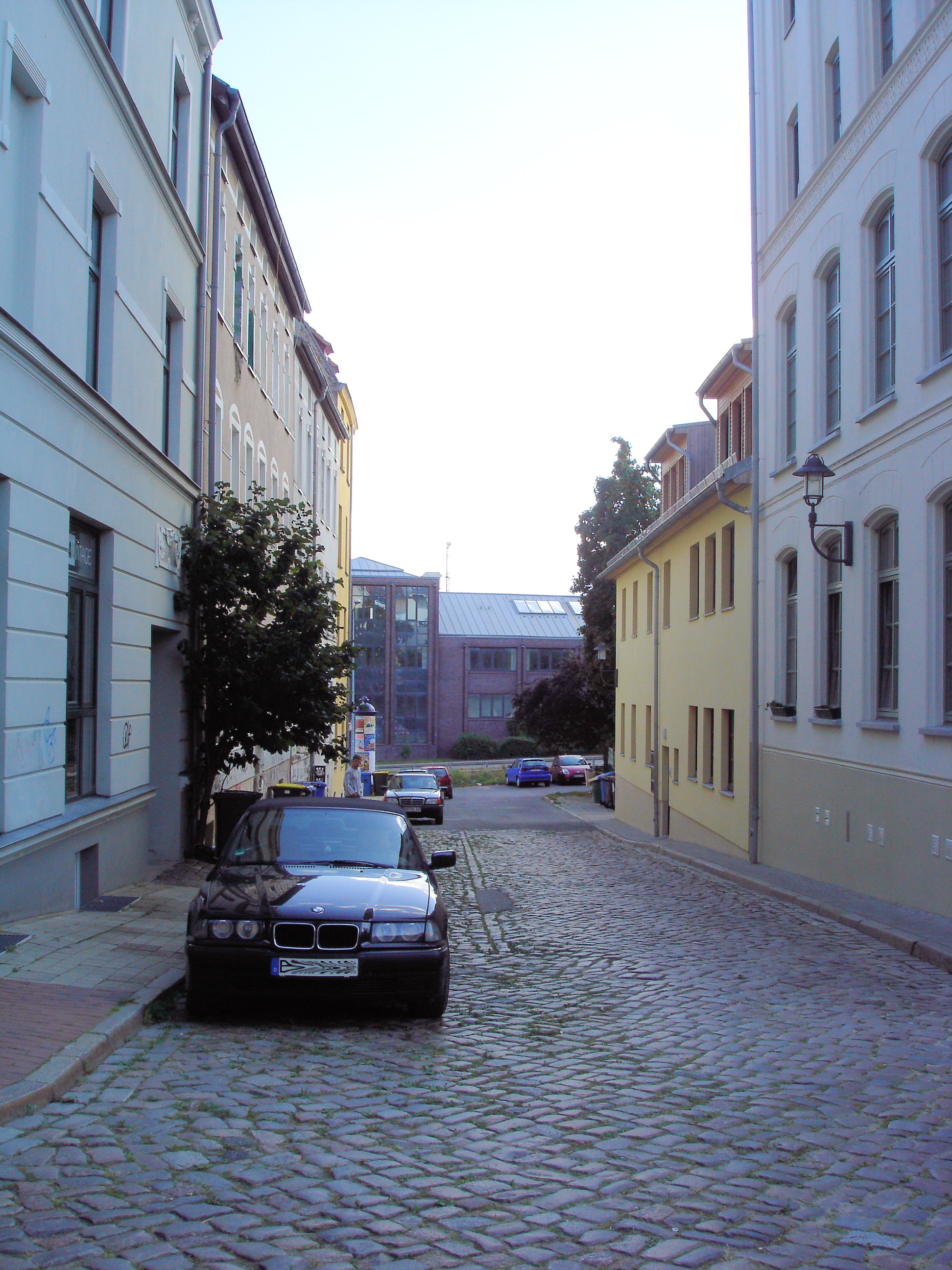
Am Bagehl (Blick nach Süden)

Die Rostocker Straße Am Bagehl ist eine kurze Gasse, die von der Kreuzung Mühlenstraße / Am Schwibbogen im Norden zu der bereits zur Steintor-Vorstadt gehörigen Ernst-Barlach-Straße führt, von dieser aber durch Straßenbahngleise getrennt wird. Der Bagehl ist Teil der Rostocker Altstadt.
Der Straßenzug Am Bagehl wird von der Rostocker Nikolaikirche dominiert, deren einstiger Kirchhof sich an der Nordseite des Bagehls befand. Am südlichen Ende der Straße stand das Mühlentor, einem der einst neun Rostocker Landtore. Über den Mühlendamm führte es südöstlich zu einer der zwei historischen Querungen über die Oberwarnow.
Die Namensherkunft des erstmals 1481 erwähnten Bagehls ist schwierig zu bestimmen, möglicherweise leitet er sich von „bugen“, der niederdeutschen Form von beugen ab, da sich an dieser Stelle die Rostocker Stadtmauer tatsächlich beugte bzw. krümmte. Am Bagehl lebten vorwiegend Müller, was durch die unmittelbare Nähe zu den Wassermühlen an der Oberwarnow plausibel erscheint.
Von 1951 bis 1974 führte eine Straßenbahnlinie vom Steintor kommend durch den Bagehl, über die Altschmiedestraße und die Slüterstraße nach Dierkow.